# Pîkiv, Kalînivka
Pîkiv (în ucraineană Пиків) este localitatea de reședință a comunei Pîkiv din raionul Kalînivka, regiunea Vinnița, Ucraina.

## Demografie
Componența lingvistică a localității Pîkiv
     Ucraineană (99,23%)
     Alte limbi (0,77%)
Conform recensământului din 2001, majoritatea populației localității Pîkiv era vorbitoare de ucraineană (99,23%), existând în minoritate și vorbitori de alte limbi.

## Personalități născute aici
- Jan Potocki (1761 - 1815), scriitor, arheolog.